# Вильяэрмоса, Карлос де Арагон Гурреа
Карлос де Арагон Гурреа-и-Борха (исп. Carlos de Aragón Gurrea y Borja; 18 августа 1634, Педрола — 13 августа 1692, Сарагоса), 9-й герцог де Вильяэрмоса — испанский военачальник и государственный деятель, штатгальтер Нидерландов, вице-король Каталонии, член Государственного совета при Карле II.

## Биография
Сын Фернандо де Арагона Гурреа, 8-го герцога де Вильяэрмоса, и Хуаны де Арагон, 4-й графини де Луна.
Унаследовал обширные владения своих родителей. 5-й граф де Луна, 9-й граф де Састаго, граф де Мората, граф де Финкалья, маркиз де Агилар, гранд Испании, дворянин королевской палаты, рыцарь ордена Калатравы, командор Альканьиса.
Был одним из высших офицеров в Испанских Нидерландах в правление коннетабля Кастилии, который, собираясь в отставку в 1670 году, пытался убедить королеву-регента Марию Анну выбрать Вильяэрмосу в качестве его преемника. Тем не менее, новым штатгальтером стал граф де Монтеррей, а герцог де Вильяэрмоса в качестве генерал-капитана кавалерии участвовал в военных операциях в первые годы Голландской войны. В 1675 году Монтеррей ушел в отставку; испанское правительство предложило пост наместника дону Хуану Австрийскому, и тот был готов его принять, но восстание в Мессине спутало все планы. В этой ситуации королева согласилась назначить Вильяэрмосу временным правителем, пока на должность штатгальтера не найдется принц королевской крови.
23 января 1675 герцог писал королеве, что должность превышает его силы, но он сделает все возможное, чтобы оправдать оказанное доверие. Коннетабль Кастилии, основной покровитель Вильяэрмосы при дворе, советовал ему направлять в Мадрид подробные отчеты о положении в стране, ибо его предшественник все пять лет своего наместничества плохо информировал верховную власть.
Вильяэрмоса управлял Нидерландами пять лет, с марта 1675 по сентябрь 1680. Он последовал совету, и состоял в оживленной переписке и с Мадридом, и с послом в Голландии Мануэлем де Лирой.
С военной точки зрения он констатировал тяжелое положение провинций. В Мадридской Национальной библиотеке сохранился испанский военный отчет на 66 страницах, по-видимому, отражающий позицию Вильяэрмосы, или даже составленный под его диктовку. Вывод из этого рапорта делался крайне пессимистичный. Никто, как утверждается в документе, составленном в 1678 году, не сомневается в неизбежной потере Нидерландов. Уже обсуждают, к кому выгоднее присоединиться: к Франции, Голландии или Англии. Согласно отчету, большинство на стороне Франции, как страны единоверной бельгийцам. Опасения были несколько преувеличенными, поскольку в том же 1678 году Штаты Люксембурга публично выразили полную лояльность.
В конце 1678 года Нимвегенский мир положил конец Голландской войне, и герцог де Вильяэрмоса принял активное участие в переговорах. Выступавший в качестве посредника папский нунций Бевилаква, патриарх Александрийский, сообщал папе Иннокентию XI, что именно штатгальтер принял решение согласиться с тяжелыми условиями мира, навязанными Францией, поскольку не доверял англичанам и голландцам, и почитал за благо сохранить хотя бы часть Нидерландов, ценой серьезных уступок, чем потерять все в неудачной войне.
Заслуги герцога в достижении мира были вознаграждены пожалованием 15 октября 1678 ордена Золотого Руна.
Окончание войны, казалось бы, несколько успокоило население, и в мемуаре, адресованном 16 марта 1679 Карлу II, Штаты Фландрии выразили радость по поводу восстановления испанской власти, с тех пор как французы эвакуировали Гент, Куртре и Ауденарде, штатгальтер и сам был доволен тем, что Совет Фландрии, бежавший в Брюгге, смог вернуться в Гент, но добавлял, что стране нанесен очень большой ущерб.
Герцог тяготился своей должностью, еще 7 июля 1677 в письме дону Хуану он без всяких недомолвок рассуждал о том, что пока еще может не допустить полного краха в Нидерландах, но не может поддержать авторитет режима, ибо население недовольно и во всем винит власти. Наместник жаловался на отсутствие поддержки, указывал на то, что пожертвовал своим состоянием, и теперь опутан долгами, и требовал от метрополии помощи, если Мадрид не хочет, чтобы его арестовали.
Последние месяцы губернаторства Вильяэрмосы были омрачены печальным для Испании событием. Людовик XIV потребовал крепость Шарлемон, утверждая, что испанцы владеют этим местом вопреки нимвегенским договоренностям. В январе 1680, столкнувшись с давлением агента Людовика графа де Монбрёна, Вильяэрмоса был вынужден направить депешу в Мадрид, снова требовал помощи, утверждая, что политика уступок приведет к потере Испанией Нидерландов. Ответ метрополии констатировал ее полное бессилие: герцогу было предписано уступить французам Шарлемон, чтобы избежать новой войны.
В октябре 1680 в Брюссель прибыл новый наместник Алессандро Фарнезе. В 1685 году, когда пост штатгальтера Нидерландов снова освободился после смерти маркиза де Граны, Карл II вновь предложил эту должность Вильяэрмосе, и 4 июля предписал немедленно отправляться в путь, но герцог отказался это сделать.
4 декабря 1688 герцог де Вильяэрмоса на трехлетней срок был поставлен вице-королем и генерал-капитаном Каталонии. Тяжелая экономическая ситуация, усугубившаяся трехлетним нашествием саранчи, вызвала в 1687 году так называемое восстание барретинов, постепенно распространившееся на всю провинцию. Дополнительное недовольство населения вызвало размещение войск в ожидании новой войны с Францией, превратившее Каталонию в прифронтовую зону.
Вскоре после вступления в должность Вильяэрмосе пришлось отражать французскую агрессию. В апреле 1688 армия герцога де Ноайя захватила север Каталонии. Политические лидеры, поддержавшие крестьянское восстание, были брошены в тюрьму, тем не менее, в ноябре 1688 повстанцы окружили Барселону. Наместник приступил к решительным репрессиям, и в течение двух лет сумел подавить основные очаги восстания, вожди которого бежали на французскую территорию в Руссильон и поступили на службу Людовику XIV, чтобы подстрекать новые волнения и помочь французам овладеть Каталонией.
В 1690 году герцог де Вильяэрмоса вышел в отставку. Умер через два года, его останки были погребены в семейном склепе в цистерцианском монастыре Богоматери Веруэльской в провинции Сарагоса.
Оставил 17 томов мемуаров и переписки с секретарями и министрами Карла II.

## Семья
Жена (1656): Мария Энрикес де Гусман (ум. 1695), дочь Луиса Энрикеса де Гусмана, 9-го графа Альбы де Листе, и Иполиты де Кордобы
Брак бездетный. Отсутствие законного наследника создало значительные проблемы для семейных владений, в том числе для Педролы и Алькалы-де-Эбро, из-за которой между домами Вильяэрмосы и Луны велись бесконечные тяжбы.